# Otobreda 127/54 Compatto
Il cannone Otobreda 127mm/54 Compatto costruito dalla OTO Melara, prodotto sin dal 1968 ed entrato in servizio nei primi anni settanta.
In fase di progettazione avrebbe dovuto essere un nuovo 135/53 derivato dagli impianti binati da 135/45 dell'incrociatore lanciamissili Garibaldi, tanto che nel 1968 le canne delle torrette da 135/45 del Garibaldi vennero allungate per testare i cannoni da 135/53 che avrebbero dovuto equipaggiare gli Audace, allora in progettazione, ma alla fine si preferì la standardizzazione nel calibro NATO.
Il suo scopo principale, come accade con le artiglierie sovietiche coeve, è la difesa contraerei piuttosto che la semplice presenza come arma multiruolo. Ha, per questo, una massa notevole (37,5 tonnellate) e 66 munizioni pronte all'uso in tre caricatori. È molto diffuso in corvette, fregate e cacciatorpediniere di numerose marine.
Una versione migliorata, denominata Otobreda 127/54 Lightweight con peso ridotto a 22 tonnellate contro le 37,5 tonnellate del Compatto (con cadenza di tiro pari a 40 colpi al minuto, pensata per fare concorrenza all'Mk 45 USA), fu imbarcata dal marzo 2004 al dicembre 2012 sul pattugliatore di squadra Bersagliere.
Il cannone può usare usa il sistema di munizionamento Vulcano con proiettili aventi la caratteristica di possedere una gittata estesa rispetto al munizionamento tradizionale dello stesso calibro e per alcune versioni un sistema di guida che consente attacchi di precisione contro bersagli navali o terrestri. Lo stesso proiettile può essere sparato da calibri diversi (127 mm e 155 mm) in quanto risulta essere sottocalibrato e camerato tramite dei distanziali a perdere nello stesso modo dei proiettili APFSDS, la denominazione precisa per questo tipo di munizioni è HEFSDS (High Explosives Fin Stabilized Discarding Sabot) cioè proiettile ad alta esplosività, stabilizzato ad alette, ad abbandono d'involucro.
La nuova versione, con canna allungata, denominata 127/64, trova posto sulle nuove fregate multiruolo italo-francesi Classe Bergamini e sulle fregate multiruolo classe Thaon di Revel.

## Utilizzatori

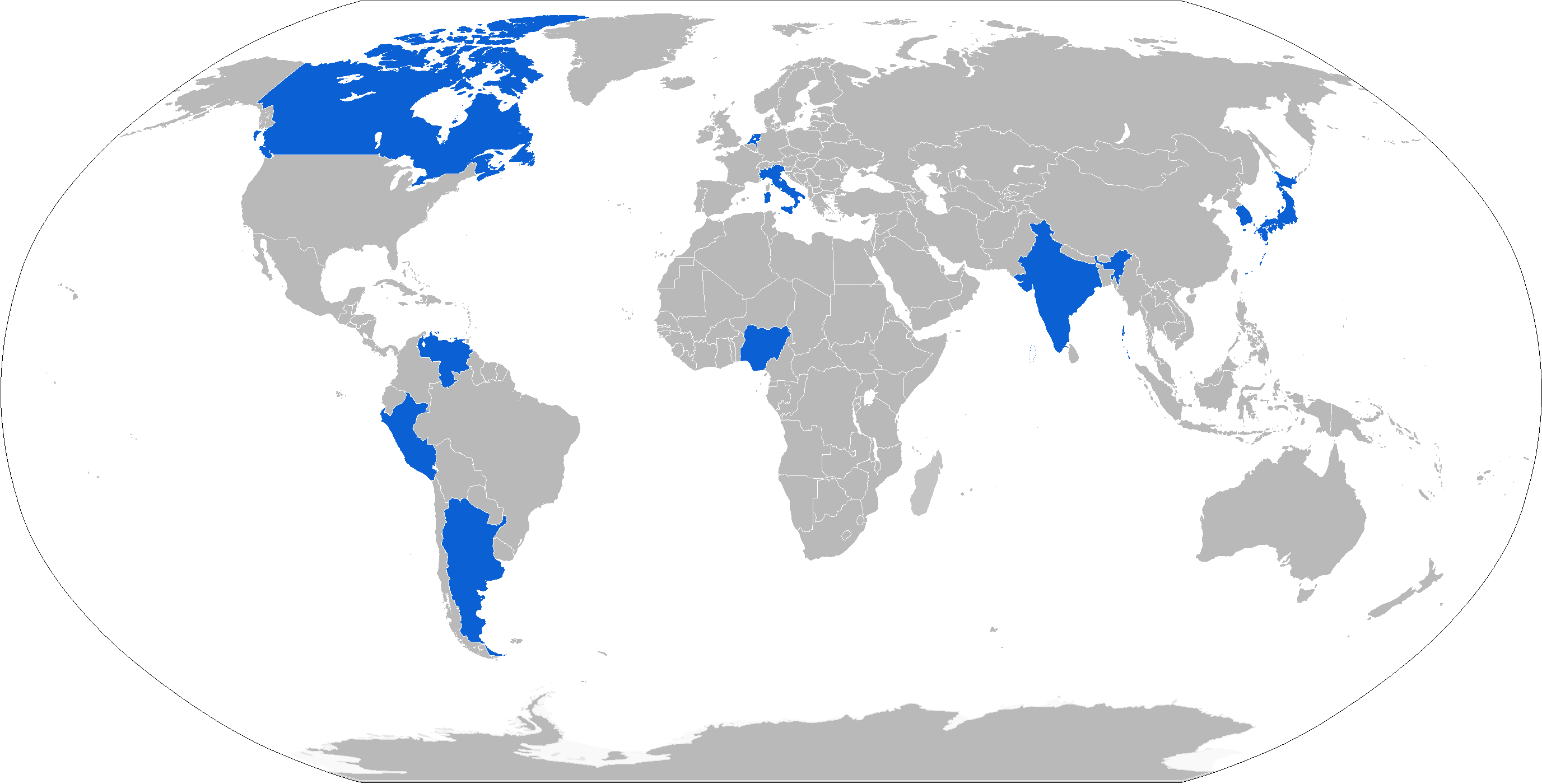
Operatori dell'Oto Melara 127 in blu

L'Otobreda 127/54 Compatto è in uso o è stato in uso nelle seguenti classi di navi:
 Armada de la República Argentina
- Classe Almirante Brown

 Royal Canadian Navy
- L'Otobreda 127/54 nella Canadian Forces Maritime Command ha equipaggiato i quattro cacciatorpediniere Classe Iroquois prima della loro riconversione all'inizio degli anni novanta da navi essenzialmente antisommergibile a navi antiaeree, quando vennero sostituiti con gli Otobreda 76 mm; i cannoni da 127/54 furono venduti ai Paesi Bassi e installati nelle fregate Classe De Zeven Provinciën.

 Daehanminguk Haegun
- Classe Gwanggaeto the Great: 3 × 1

 Marina Militare
- Classe Audace (in disarmo); 2 × 1[2]

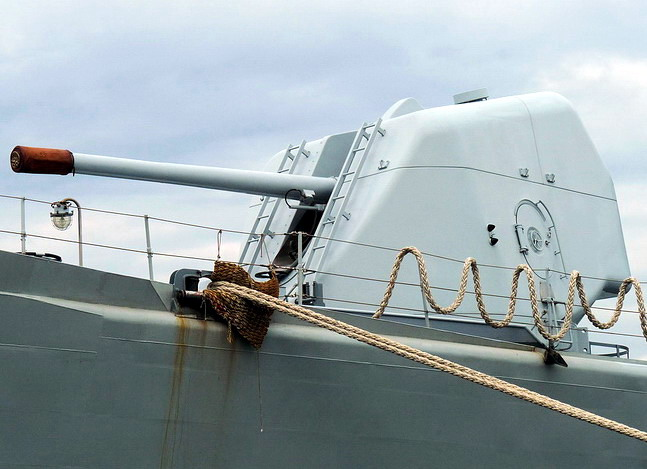
Il cannone da 127/54mm della fregata italiana Scirocco della Classe Maestrale

- Classe Luigi Durand de la Penne 2 × 1
- Classe Lupo (cedute al Perù): 4 × 1
- Classe Maestrale 8 × 1
- Classe Soldati: 4 × 1[3]

 Kaijō Jieitai
- Classe Kongō 4 × 1
- Classe Takanami 5 × 1

 Koninklijke Marine
- Classe De Zeven Provinciën 4 × 1

 Nigerian Navy
- Aradu: 1 × 1

 Marina de Guerra del Perú
- Classe Carvajal: 4 × 1[4]
- Classe Aguirre: 4 × 1[5]

 Armada Bolivariana
- Classe Mariscal Sucre: 6 × 1[4]